# Joël Emanuel Goudsmit
Joël Emanuel Goudsmit (Leiden, 13 juni 1813 - aldaar, 17 maart 1882) was een Nederlands rechtswetenschapper en hoogleraar aan de Universiteit Leiden. Hij was enige tijd rector magnificus aan dat instituut.

## Biografie
Joël Emanuel Goudsmit werd geboren te Leiden in een streng Joods gezin als zoon van Emanuel Levie Goudsmit en Aleida Joseph van Raalte. Tijdens zijn jeugd werd hij onderwezen in de klassieke letteren. In 1829 werd hij ingeschreven als student aan de Universiteit Leiden. In eerste instantie bestudeerde hij de klassieke talen en de Talmoed en wilde hij rabbijn worden. Hij behaalde dan ook het kandidaatsexamen in de letteren. Daarna vervolgde hij zijn studie maar richtte hij zich op de rechten wat ertoe leidde dat hij in 1842 promoveerde in het Romeins recht met een proefschrift over het werk van de rechtsgeleerden Aemilius Papinianus en Domitius Ulpianus.
Na zijn wetenschappelijke promotie vestigde Goudsmit zich als advocaat in zijn geboortestad. In 1858 volgde hij Cornelis Jacobus van Assen op als hoogleraar aan de Universiteit Leiden met als leeropdracht het Romeins recht. Het jaar erop hield hij zijn inaugurele rede. In 1861 werd hij in Leiden raadslid en het jaar erop werd hij lid van de Koninklijke Nederlandse Akademie van Wetenschappen. Tevens was hij vanaf 1862 lid van de Academie voor rechtsgeleerdheid in Madrid. Hij was de eerste voorzitter van de (mede door hemzelf) in 1870 opgerichte Nederlandse Juristen-Vereniging.
Gedurende het collegejaar 1870-1871 vervulde hij de functie van rector magnificus. Op 18 maart 1882 overleed hij - voordat hij met emeritaat kon - in zijn geboortestad. Hij werd opgevolgd door mr. Willem Matthias d'Ablaing (1851-1889) die al tijdens zijn ziekte colleges voor hem had waargenomen.

## Publicaties (selectie)
- Diss. Iur. Inaug. de notis Pauli et Ulpiani ad Papinianum. Leiden 1842
- Burgerlijk regt en regtsvordering. Over de gevolgen der doorhaling van eene hypothecaire inschrijving, en de bevoegdheid van hypotheekbewaarders om eene gevorderde doorhaling te weigeren. 1843
- Oratio de Studio Juris Romani Hac Quoque Aetate in Patria Nostra Excolendo. Leiden 1859
- Toespraak van Mr. J. E. Goudsmit aan zijne leerlingen ter gelegenheid van de opening zijner lessen over de Instituten van Het Romeinische Regt. Leiden 1864
- Over het regt en de actie van den legataris, volgens de Nederlandsche wetgeving. Den Haag 1861
- Open brief aan Mr. J. J. L. van der Brugghen, oud Minister van Justitie. Leiden 1863
- Pandecten-systeem. Leiden 1866
- Brief van Mr. J.E. Goudsmit, hoogleeraar te Leiden aan Mr. C.W. Opzoomer, Hoogleeraar te Utrecht. Naar Aanleiding van een Werkje van Prof. Büchel Ueber die Natur des Besitzes. Leiden 1868;
- Kritische aanteekeningen op Gajus. Naar aanleiding van de laatste vergelijking van het Veronesische handschrift. 1875; Deutsch übersetzt von S. Sutro: Studemund's Vergleichung der Veroneser Handschrift. Kritische Bemerkungen zu Gaius. Utrecht 1870, 1875
- Oratio de variis causis quibus fit, ut populorum leges ab eorum moribus Discrepent. Leiden 1871
- Théorie des Pandectes. Leiden 1872; Englisch übersetzt von R. de Tracy Gould: The Pandects: A Treatise On The Roman Law And Upon Its Connection With modern Legalisation. 1873, New Jersey 2005
- Aanteekeningen op het Burgerlijk wetboek. Amsterdam 1875
- Verbintenissen. 1880